# Linia kolejowa Neratovice – Kralupy nad Vltavou
Linia kolejowa Neratovice – Kralupy nad Vltavou – jednotorowa, regionalna i niezelektryfikowana linia kolejowa w Czechach. Łączy stację Neratovice i Kralupy nad Vltavou. W całości znajduje się na terytorium kraju środkowoczeskiego.